# يو إف سي على إي إس بي إن: كوفنغتون ضد باكلي
يو إف سي على إي إس بي إن: كوفنغتون ضد باكلي (بالإنجليزية: UFC on ESPN: Covington vs. Buckley)‏ (المعروف أيضًا باسم يو إف سي على إي إس بي إن 63) هو حدث لفنون القتال المختلطة نظمته يو إف سي، وأُقيم في 14 ديسمبر 2024، على أمالي أرينا في تامبا، فلوريدا، الولايات المتحدة.

## بطاقة القتال
1. ↑  تم خصم نقطة واحدة من سيلفا في الجولة الثانية بسبب ضربة في الفخذ.